# Kazimierz Stafiej
Kazimierz Stafiej (22 de febrer de 1968) va ser un ciclista polonès, professional del 1996 al 2007.

## Palmarès
- 2000
  - Vencedor d'una etapa a la Volta al Japó
- 2001
  - 1r a la Puchar Ministra Obrony Narodowej
  - Vencedor d'una etapa a la Volta al Japó
- 2002
  - Vencedor d'una etapa a la Małopolski Wyścig Górski
- 2003
  - 1r a la Puchar Ministra Obrony Narodowej
  - Vencedor d'una etapa a la Szlakiem Grodów Piastowskich
- 2004
  - 1r a la Szlakiem walk Major Hubal
- 2007
  - Vencedor d'una etapa a la Volta a Eslovàquia